# 駟子陽
駟子陽（？—前398年），姬姓，駟氏，字子陽，為春秋戰國時期鄭國執政，任鄭國相邦。

## 生平
駟子陽是戰國時期鄭國郑繻公之相，其治國为政严猛，刑无所赦，引起國人的恐懼和不滿。駟子陽在任時列子曾路過鄭國，面有飢色，駟子陽慕列子之名，令人以粟贈之，但列子認為駟子陽是「無道之人」而沒有接受他的贈助。後駟子陽的舍人中有人弄断了一隻弓，因為子阳的苛政而害怕被其誅殺，遂先杀了駟子陽。《史記·鄭世家》、《六國年表》記載為鄭繻公所殺，但《淮南子》等指出殺死子陽者是鄭人，而非鄭繻公。
兩年後（前396年），子陽的黨羽共同殺了鄭繻公，而立鄭康公為君。

## 考證
學者詹剑峰經過考證，认为「郑君子阳」和「驷子阳」並不是同一人。